# Coventry (Connecticut)
Coventry – miejscowość w Stanach Zjednoczonych, w stanie Connecticut.

## Religia
- Parafia św. Marii

## Miasta partnerskie
- Coventry, Wielka Brytania